# 地圖龜屬
地圖龜屬（学名：Graptemys）又名圖龜屬，通称地圖龜，为龟鳖目泽龟科鸡龟亚科的一属，是淡水龜，分佈在美國東部及加拿大南部。牠們的外表很像其他泽龟科龟类，如伪龟属（Pseudemys）及彩龜屬（Trachemys），但較為細小及在龜殼中央有一道鋸齒狀突出物，牠們的龜殼紋像地圖，故得此名。壽命可達15-20歲。

## 寵物
密西西比地圖龜、偽地圖龜在寵物市場為最常見的地圖龜種，其他的如德州地圖龜、卡氏地圖龜及黑瘤地圖龜都有被飼養繁殖但價格高出許多。一些地圖龜則較為稀有，如黃斑地圖龜及三角地圖龜。
地圖龜的價格與背上的鋸齒突出程度成正比，故最常見的密西西比地圖龜是突出最不明顯的，而高價的黑瘤等背部突起之鋸齒巨大許多。
地圖龜與巴西龜相同，成龜偏向肉食性，雖然也吃植物不過更愛吃魚蝦或昆蟲，故性情為常見寵物龜中較兇猛好動的物種，搶食能力很高，與其他龜種混養時容易發生攻擊行為，就算同種一起養也會攻擊。

## 下属物种
本属包括以下物种：
- 巴氏地圖龜 Graptemys barbouri ，蒙面地图龟
- 卡氏地圖龜 Graptemys caglei ，卡哥地图龟
- 恩氏地圖龜 Graptemys ernsti
- 黃斑地圖龜 Graptemys flavimaculata
- 北部地圖龜 Graptemys geographica ，又名地圖龜、地理圖龜
- 吉氏地圖龜 Graptemys gibbonsi
- 黑瘤地圖龜 Graptemys nigrinoda 
  - 三角地圖龜 Graptemys nigrinoda delticola
- 眼斑地圖龜 Graptemys oculifera ，环纹地图龟
- 沃希托地圖龜 Graptemys ouachitensis ，和纹地图龟
  - 薩賓地圖龜 Graptemys ouachitensis sabinensis
- 珍珠河地圖龜 Graptemys pearlensis
- 偽地圖龜 Graptemys pseudogeographica 北部拟地图龟
  - 密西西比地圖龜 Graptemys pseudogeographica kohni
- 亞拉巴馬地圖龜 Graptemys pulchra ，阿拉巴马地图龟
- 德州地圖龜 Graptemys versa

## 外部連結
- ARKive
- （英文）瓦失陶地圖龜的資料（页面存档备份，存于）
- （英文）擬地圖龜的資料（页面存档备份，存于）
- （英文）地理圖龜的資料（页面存档备份，存于）